# Большемихайловский район
Большемихайловский район — упразднённая административно-территориальная единица в составе Камчатского округа и Камчатской области, существовавшая в 1926—1932 годах. Административный центр — село Богородское. По данным 1931 года район включал 16 сельсоветов и 85 сельских населённых пунктов.

## История
Большемихайловский район был образован 4 января 1926 года в составе Николаевского округа Дальневосточного края. В 1930 году в связи с ликвидацией окружной системы район перешёл в прямое подчинение Дальневосточного края.
19 мая 1932 года постановлением президиума Далькрайисполкома Большемихайловский район был упразднён, а основная часть его территории передана в новый Ульчский район (решение подтверждено 17 января 1933 года). Белоглинский, Воскресенский, Новомихайловский, Сусанинский и Новоферменский с/с были переданы в Нижнеамурский район.